# Ongnyeon-dong
Ongnyeon-dong (koreanska: 옥련동) är en stadsdel i staden Incheon i den nordvästra delen av Sydkorea, 30 km sydväst om huvudstaden Seoul. Den ligger i stadsdistriktet Yeonsu-gu.

## Indelning
Administrativt är Ongnyeon-dong indelat i:
| Namn    | Namn                | Yta km² | Invånare 31 dec 2020 |
| ------- | ------------------- | ------- | -------------------- |
| 옥련1동 | Ongnyeon 1(il)-dong | 2,15    | 20 427               |
| 옥련2동 | Ongnyeon 2(i)-dong  | 1,92    | 21 429               |